# 100BASE-TX

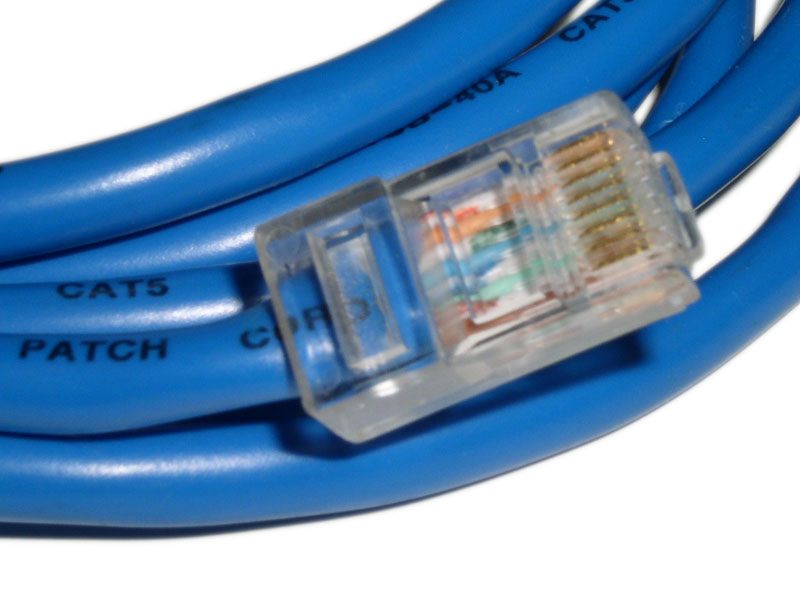
Câble Cat 5 équipé de connecteurs RJ45.

Le 100BASE-TX est une norme de câblage réseau mise au point pour l'élaboration du Fast Ethernet 100BASE-T en extrapolation de l'Ethernet (norme IEEE).

## Description
Il s'agit d'une norme de transmission de données prenant en charge le full-duplex grâce à l'utilisation de 2 paires torsadées.
Le câblage 100BASE-TX peut être utilisé en topologie étoile ou sous forme de bus, d'une longueur maximale de 100 mètres entre deux équipements pour un débit de 100 Mbit/s.
Son support est la paire torsadée (2 paires). Les deux paires sont en câble catégorie 5 ou en câble catégorie 1 (en) non blindé. La norme recommande d'utiliser du câble catégorie 5 et de limiter la longueur du câble à 90 mètres entre prises murales réseau et l'équipement d'interconnexion auquel elles sont reliées, pour réserver 10 mètres au raccordement entre la prise murale et le matériel connecté.